# Szépkenyerűszentmárton község
Szépkenyerűszentmárton község (románul: Comuna Sânmărtin) község Kolozs megyében, Romániában. Központja Szépkenyerűszentmárton, beosztott falvai Bálványoscsaba, Erdőszombattelke, Kékesvásárhely, Kisdevecser, Kötke, Mohaly, Nagydevecser.

## Fekvése
Kolozs megyének a Beszterce-Naszód megyével határos részén, a Mezőségen helyezkedik el Szamosújvártól 15 kilométerre.

## Népessége
1850-től a népesség alábbiak szerint alakult:
| Lakosok száma | 2734 | 2974 | 3496 | 3785 | 4002 | 3179 | 2106 | 1744 | 1384 | 1110 |
|               | 1850 | 1880 | 1900 | 1920 | 1941 | 1977 | 1992 | 2002 | 2011 | 2021 |

A 2011-es népszámlálás adatai alapján a község népessége 1384 fő volt, melynek 81,86%-a román, 10,77%-a magyar és 3,97%-a roma. Vallási hovatartozás szempontjából a lakosság 81,94%-a ortodox, 9,75%-a református és 2,31%-a görög rítusú római katolikus.

## Nevezetességei
A község területéről az alábbi épületek szerepelnek a romániai műemlékek jegyzékében:
- az erdőszombattelki Szent Mihály és Gábriel arkangyalok fatemplom (LMI-kódja CJ-II-m-B-07754)
- a kékesvásárhelyi Szent Mihály és Gábriel arkangyalok fatemplom (CJ-II-m-B-07779)
- a kötkei Szent Mihály és Gábriel arkangyalok fatemplom (CJ-II-m-B-07585)
- a nagydevecseri református templom (CJ-II-m-B-07605)

## Híres emberek
- Nagydevecseren született Emil Giurgiuca(wd) (1906–1992) román költő, műfordító